# Liu Liping
Liu Liping (förenkald kinesiska: 刘莉萍; traditionell kinesiska: 劉莉萍; pinyin: Liú Lìpíng), född den 1 juni 1958, är en kinesisk handbollsspelare.
Hon tog OS-brons i damernas turnering i samband med de olympiska handbollstävlingarna 1984 i Los Angeles.